# دن فارمر
دن فارمر (متولد ۵ آوریل ۱۹۶۲) یک محقق و برنامه‌نویس امنیت رایانه آمریکایی است که در توسعه اسکنرهای آسیب‌پذیری برای سیستم‌های عامل یونیکس و شبکه‌های کامپیوتری پیشگام بود. 

## زندگی و حرفه
فارمر اولین مجموعه نرم افزاری خود را زمانی که دانشجوی علوم کامپیوتر در دانشگاه پردو بود، در سال 1989 توسعه داد. جین اسپافورد ، یکی از اساتید او، به او برای شروع پروژه کمک کرد. این نرم افزار Computer Oracle and Password System (COPS) نام دارد، شامل چندین اسکنر آسیب پذیری کوچک و تخصصی است که برای شناسایی نقاط ضعف امنیتی در یک بخش از سیستم عامل یونیکس طراحی شده اند.